# Eugénie Joubert
Eugénie Joubert (Yssingeaux, 11 febbraio 1876 – Liegi, 2 luglio 1904) è stata una religiosa francese della congregazione delle Suore della Sacra Famiglia del Sacro Cuore. È stata beatificata da papa Giovanni Paolo II nel 1994.
Entrata nella congregazione della Sacra Famiglia del Sacro Cuore nel 1895, fu catechista ad Aubervilliers.
Fu assegnata alla casa dell'istituto di Liegi e partecipò alla fondazione della casa di Roma.
Ammalatasi di tubercolosi nel 1902, si spense nel 1904.

## Culto
Papa Giovanni Paolo II l'ha beatificata il 20 novembre 1994.
Il suo elogio si legge nel Martirologio romano al 2 luglio:
| Controllo di autorità | VIAF (EN) 29635160 · ISNI (EN) 0000 0000 6151 9659 · BAV 495/46975 · GND (DE) 119556146 · BNF (FR) cb12485171s (data) |